# 中村哲 (経済学者)
中村 哲（なかむら さとる、1931年5月17日 - ）は、日本の経済史学者。京都大学・福井県立大学・鹿児島国際大学名誉教授。堀江英一門下。

## 経歴
1931年、愛知県岡崎市出身。神奈川県立小田原高等学校を卒業後、1951年4月、京都大学文学部入学。1955年4月、同文学部史学科国史学専攻卒業。1957年3月、京都大学大学院文学研究科修士課程国史学専攻修了。1959年3月、京都大学大学院文学研究科博士課程国史学専攻退学後、京都大学人文科学研究所助手を1966年まで務める。同年4月、龍谷大学経営学部助教授。1969年4月、京都大学経済学部助教授に就任。1970年7月、経済学博士学位取得。1976年7月、同経済学部教授。1995年3月、同退職。
1995年、ボン大学日本文化研究所客員教授。1996年、福井県立大学大学院経済・経営学研究科教授。2001年、鹿児島国際大学大学院経済学研究科教授、同附置地域総合研究所所長。

## 著書

### 単著
- 『近世先進地域の農業構造――和泉国南郡春木村の場合』（京都大学人文科学研究所、1965年）
- 『明治維新の基礎構造――日本資本主義形成の起点』（未来社、1968年）
- 『奴隷制・農奴制の理論――マルクス・エンゲルスの歴史理論の再構成』（東京大学出版会、1977年）
- 『世界資本主義と明治維新』（青木書店、1978年）
- 『近代世界史像の再構成――東アジアの視点から』（青木書店、1991年）
- 『日本初期資本主義史論』（ミネルヴァ書房、1991年）
- 『日本の歴史 16 明治維新』（集英社、1992年）
- 『近代東アジア史像の再構成』（桜井書店、2000年）
- 『東アジア資本主義形成史論』（汲古書院、2019年）
- 『波瀾の時代を生きて　一歴史研究者の人生』（日本経済評論社、2023年）

### 共著
- （池田敬正・後藤靖・芝原拓自・田中彰・遠山茂樹・松浦玲）『シンポジウム 日本歴史15 明治維新』（学生社、1969年）

### 編著
- 『日本における封建制から資本制へ 上』（校倉書房、1975年）
- 『朝鮮近代の歴史像』（日本評論社、1988年）
- 『朝鮮近代の経済構造』（日本評論社、1990年）
- 『東アジア専制国家と社会・経済――比較史の視点から』（青木書店、1993年）
- （安秉直）『近代朝鮮工業化の研究』（日本評論社、1993年）
- 『東アジア資本主義の形成――比較史の視点から』（青木書店、1994年）
- 『歴史はどう教えられているか――教科書の国際比較から』（NHKブックス、1995年）
- 『『経済学批判要綱』における歴史と論理』（青木書店、2001年）
- 『現代からみた東アジア近現代史』（青木書店、2001年）
- （堀和生、安秉直）『日本資本主義と朝鮮・台湾――帝国主義下の経済変動』（京都大学学術出版会、2004年）
- 『東アジアの歴史教科書はどう書かれているか――日・中・韓・台の歴史教科書の比較から』（日本評論社、2004年）
- 『近代東アジア経済の史的構造』（日本評論社、2007年）